# 新宿グランドターミナル
新宿グランドターミナル（しんじゅくグランドターミナル）は、東京都が新宿区、渋谷区、小田急電鉄、京王電鉄、西武鉄道、東京メトロ、JR東日本と共同で再整備することで完成する新宿駅周辺地区の名称である。キャッチコピーは「次の新宿は、想像を超えてくる。」。

## 概要
新宿は、日本最大級の商業集積地であり、観光スポットとしても国内外から人気が高い街であると同時に、日本屈指のビジネス街でもあり、多種多様な都市機能が集結した街となっている。その中核となっている新宿駅は、JR東日本、京王電鉄、小田急電鉄、東京メトロ、東京都交通局の5つの鉄道会社が乗り入れ、利用できる圏域も広いことから、1日約350万人と、世界一の乗降客数を記録する駅としても知られている。しかし、駅舎や駅ビルなどの建物が築50年に達し老朽化が進んだ他、複雑な駅構造、駅舎や線路などで分断された街同士のつながりの薄さ、新宿駅を利用する膨大な歩行者が滞留できる空間の不足などの課題を抱えていた。そこで東京都は2018年に、新宿駅をさらに便利で魅力あるターミナルにする目的で「新宿の拠点再整備方針～新宿グランドターミナルの一体的な再編～」を策定した。東京都はこの方針において、「交流・連携・挑戦」というメインコンセプトの下、10の再整備方針を発表した。新宿グランドターミナルでは、「駅とまちの連携を強化する重層的な歩行者ネットワークの形成」、「にぎわいと交流を生み出す滞留空間等の創出」、「人中心の駅前広場・周辺道路の環境整備」といった基盤整備推進が掲げられている。

## 再整備事業

### 西口地区
西口地区では新宿駅西口再開発事業が行われ、小田急百貨店新宿店本館や新宿ミロードの跡地に地上48階・地下5階建て、高さ約260mの超高層ビルが建設される。
また、「新宿駅直近地区土地区画整理事業」も行われ、新宿駅を横断する東西デッキが整備される他、駐車場の出入口を再配置するなどして広場への車の流入を抑制するなどにより、これまで車優先の空間だった西口広場を歩行者優先の空間にする計画となっている。

### 西南口地区
西南口地区では「新宿駅西南口地区開発事業」が行われ、JR新宿ビルなど8棟の建物を解体した跡地に地上37階・地下6階建て、高さ約225mの超高層ビルが、京王百貨店新宿店やルミネ1を解体した跡地に地上19階・地下3階建て、高さ約110mのビルが建設される。

### 東口地区
東口地区では「新宿駅直近地区土地区画整理事業」によって、新宿駅を横断する東西デッキが整備される他、東口広場内の車道の一部と駐車場出入口を線路側に移設し、歩行者空間を拡大することなどにより東口広場を歩行者優先の空間にする計画となっている。

### 西武新宿駅周辺
西武新宿駅の地下とつながっている地下街「新宿サブナード」と、東京メトロ丸ノ内線の駅通路で、JR新宿駅ともつながる「メトロプロムナード」の間を直結する長さ約140mの地下通路が整備される計画となっている。